# خو تیانلونگزی
خو تیانلونگزی (انگلیسی: Xu Tianlongzi؛ زادهٔ ۱۱ ژانویهٔ ۱۹۹۱) شناگر اهل چین است.